# Małdryki
Małdryki (ukr. Мавдрики) – wieś na Ukrainie w rejonie lwowskim (wcześniej w rejonie żółkiewskim) obwodu lwowskiego.

## Historia
Pod koniec XIX w. grupa domów wsi Ławryków w powiecie rawskim.